# 川野匠
川野 匠（かわの たくみ、11月25日 - ）は日本の漫画家。旧ペンネーム池田 匠（いけだ たくみ）。北海道出身・在住。射手座のO型。尊敬する漫画家は、藤子不二雄。代表作は、『月刊少年ギャグ王』（エニックス（現・スクウェア・エニックス））に連載された『すすめ!!ダイナマン』。　
元デザイン会社に勤めていたが、毎日机に向かってチマチマ仕事をするのに嫌気が差し、脱サラをして漫画家に転職した。
2016年創刊の北海道在住漫画家たちによるホラーアンソロジー「怪奇」には、旧ペンネームの池田匠で参加した。

## 代表作品
- すすめ!!ダイナマン（月刊少年ギャグ王・月刊少年ガンガン、全6巻）
- ハッピーストライク（月刊少年ガンガン、未単行本化）
- あくまでもネコ（月刊少年ガンガン、未単行本化）
- 激闘!エグゼ兄弟ロックメーン（月刊コロコロコミック・別冊コロコロコミック、全2巻）
- 笑劇オンエア!!流星のロックメ〜ン（別冊コロコロコミック、全1巻）
- 舞闘天国アフロダンサーズ (月刊コロコロコミック、未単行本化)